# Данкертс де Ри, Корнелис
Корнелис Данкертс де Ри (нидерл. Cornelis Danckerts de Ry; 1561, Амстердам — 1634, Амстердам) — голландский живописец, архитектор и скульптор «Золотого века искусства Нидерландов». Представитель голландского классицизма и член большой семьи художников из Амстердама.

## Биография

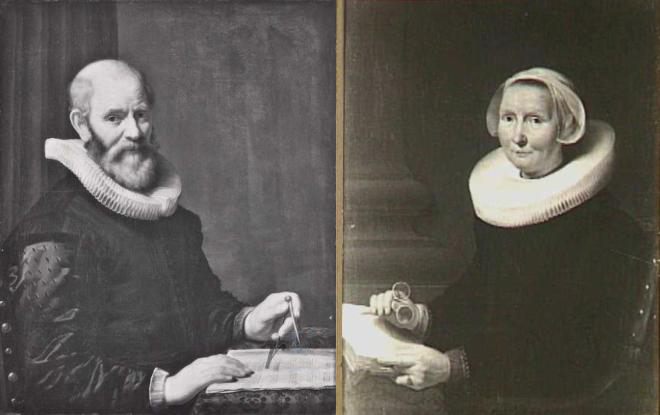
Питер Данкертс. Портреты родителей: Корнелиса Данкертса де Ри и его жены. Ок. 1634

Корнелис Данкертс де Ри родился и умер в Амстердаме. По данным RKD (Нидерландского института истории искусств), он был сыном городского каменщика Корнелиса Данкертса (1536—1595; брата архитектора Хендрика Данкертса Первого) и Лисбет Корнелис, и отцом художника Питера Данкертса де Рия (Peter Danckerts de Rij; 1605—1660), написавшего портреты обоих своих родителей, и Элизабет Данкертс (ок. 1613—1670).
В 1634 году его сын Питер написал портреты себя и своей жены по случаю 50-летия. Портрет его жены хранится в Художественной галерее Йоханнесбурга, а портрет Корнелиса — в Королевских музеях изящных искусств Бельгии. Согласно книге Корнелиса де Би «Золотой кабинет благородного свободного искусства живописи» (Het Gulden der Edel Vry Schilderconst, 1662) Корнелис Данкертс успешно строил жилые дома и церкви в Харлеме.
Для книги «Золотой кабинет» художник-гравёр Питер де Йоде Младший на основе картины Питера Данкертса выполнил портретную гравюру.
Известно также, что в 1607 году Корнелис отправился из Амстердама в Лондон, чтобы изучить здание Королевской фондовой биржи, построенное Хендриком ван Пассом из Антверпена и Хендриком де Кейзером. В 1631 году Саломон де Брай опубликовал описания зданий построенных в Амстердаме Хендриком де Кейзером и Корнелисом Данкертсом де Ри, двумя главными архитекторами голландского классицизма, под названием «Современная архитектура» (Architectura Moderna). Книга снабжена множеством гравюр, созданных при участии сына Корнелиса Данкертса де Ри.

## Проекты архитекторов Хендрика де Кейзера и Корнелиса Данкертса де Ри. Гравюры из книги «Современная архитектура». Амстердам, 1631

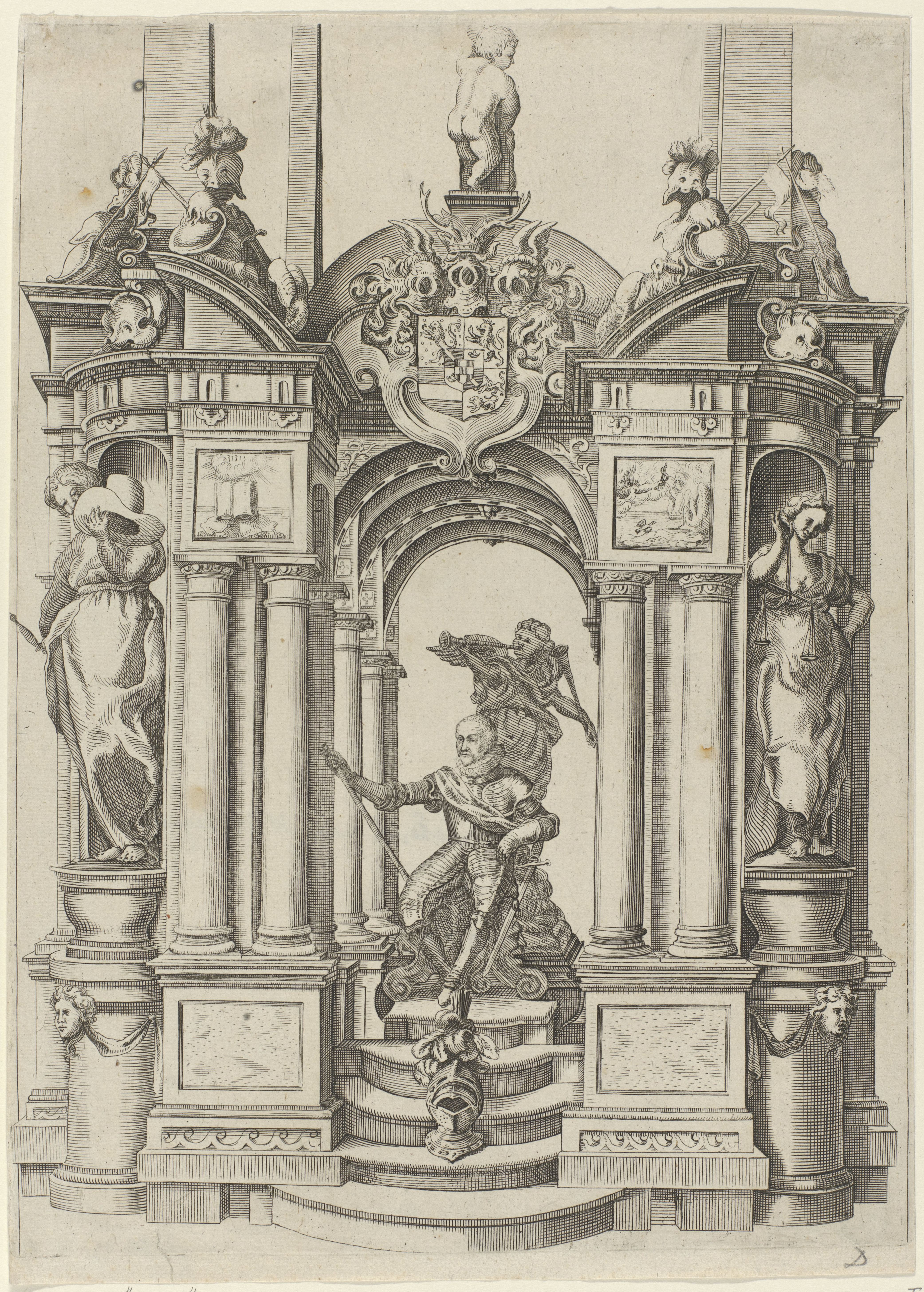
Проект надгробия Вильгельма I Молчаливого. 1623
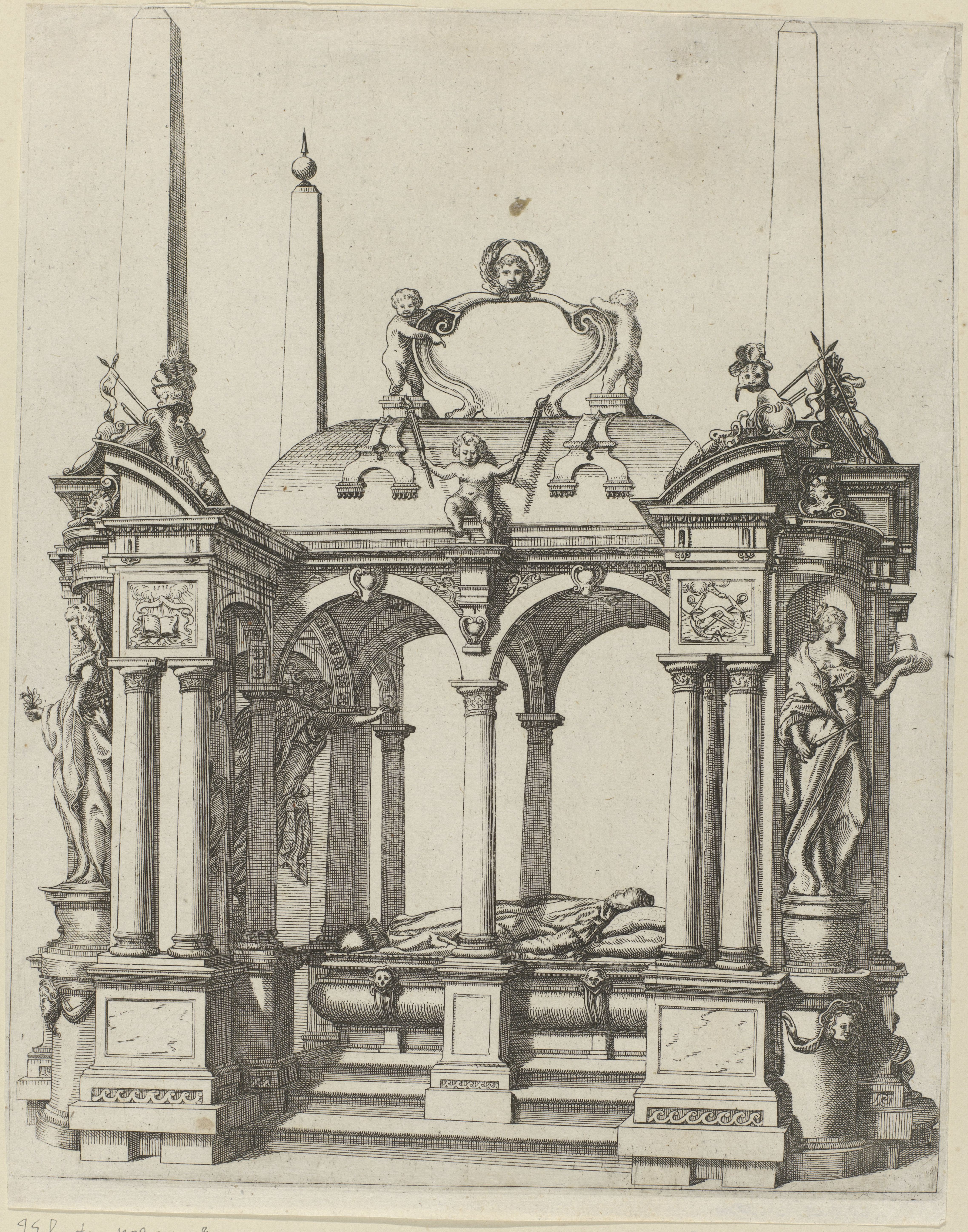
Проект надгробия Вильгельма I, принца Оранского. Вариант
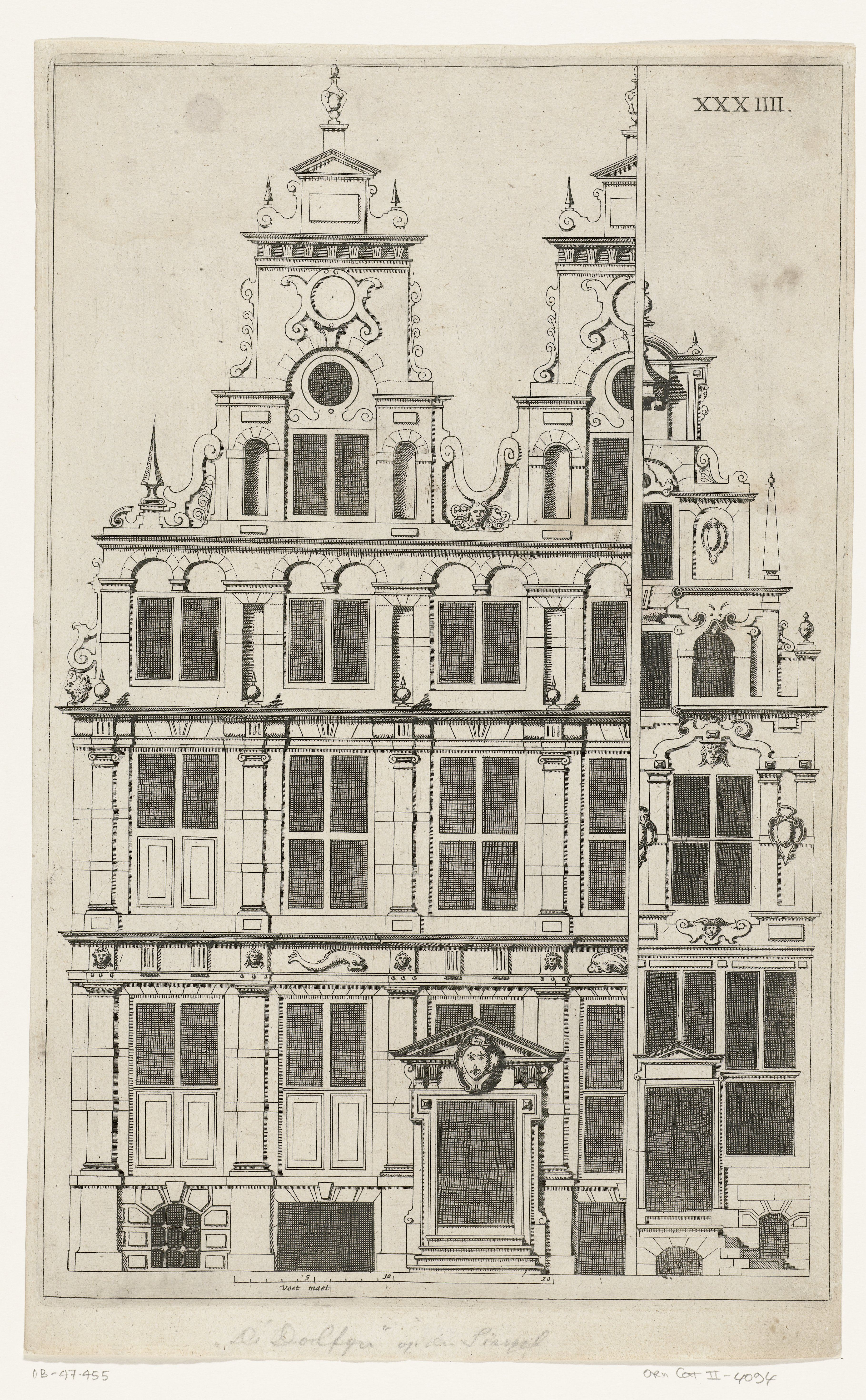
Дом “Дольфин”. Амстердам
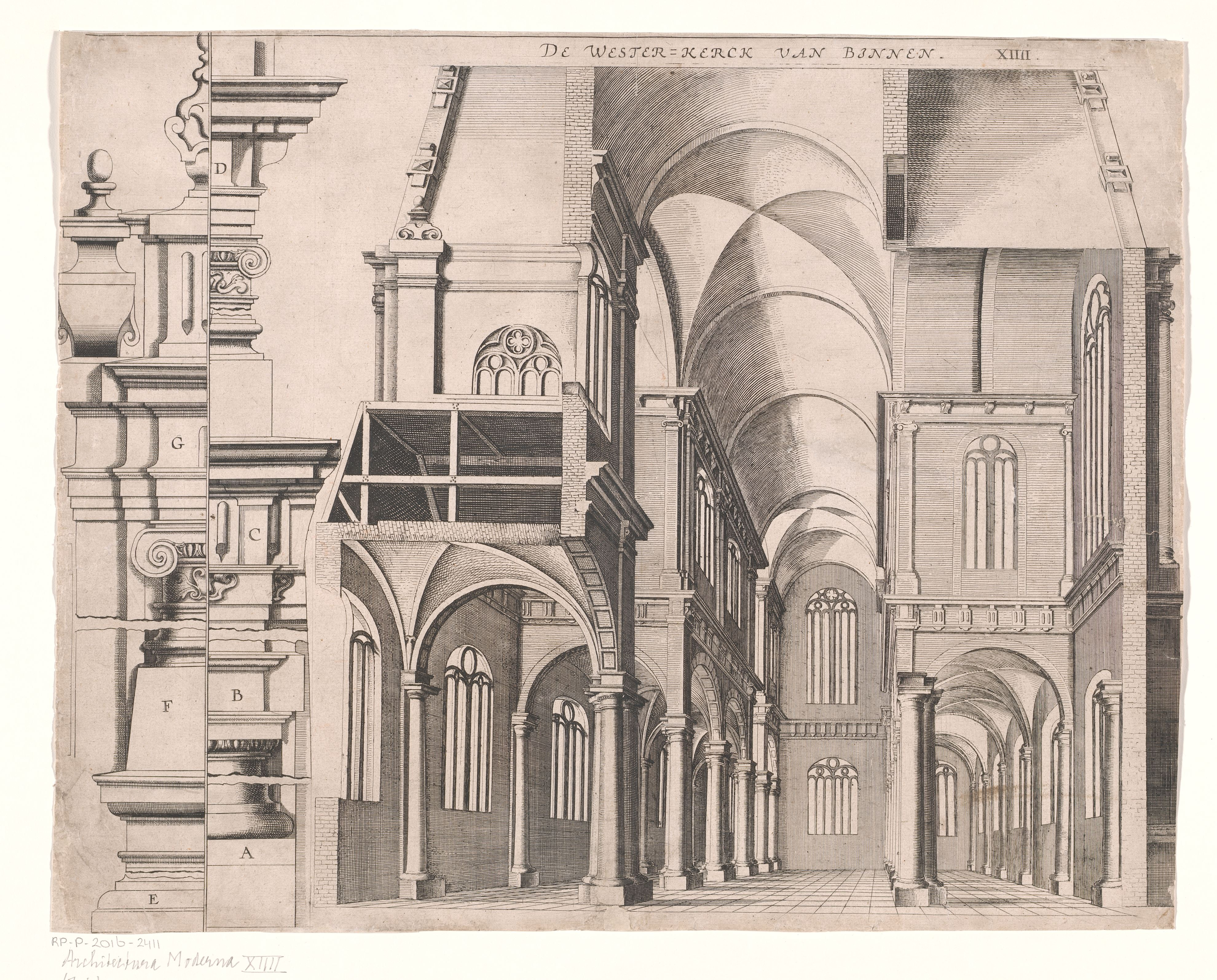
Интерьер церкви Вестеркерк в Амстердаме
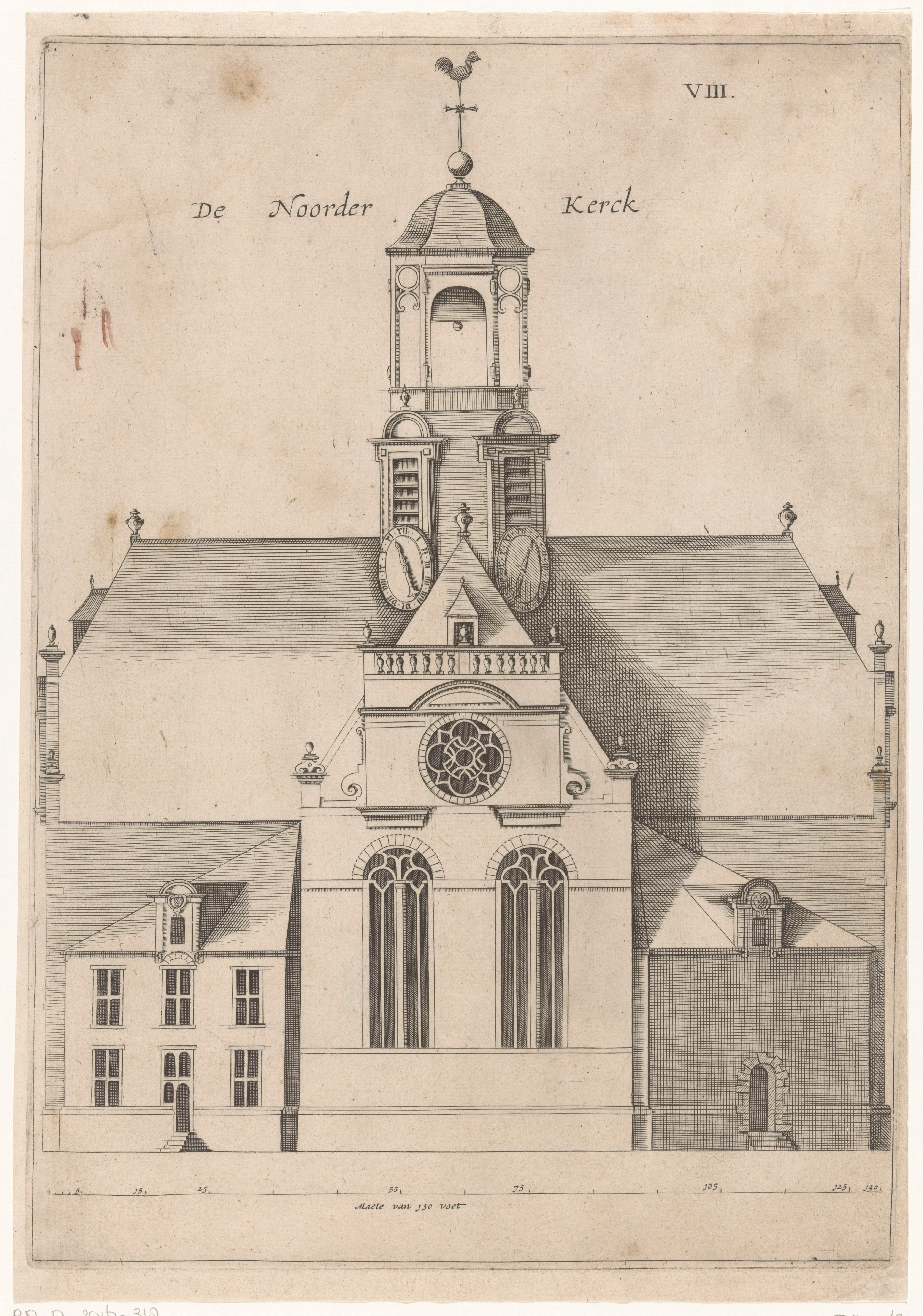
Фасад церкви Нордеркерк. Амстердам
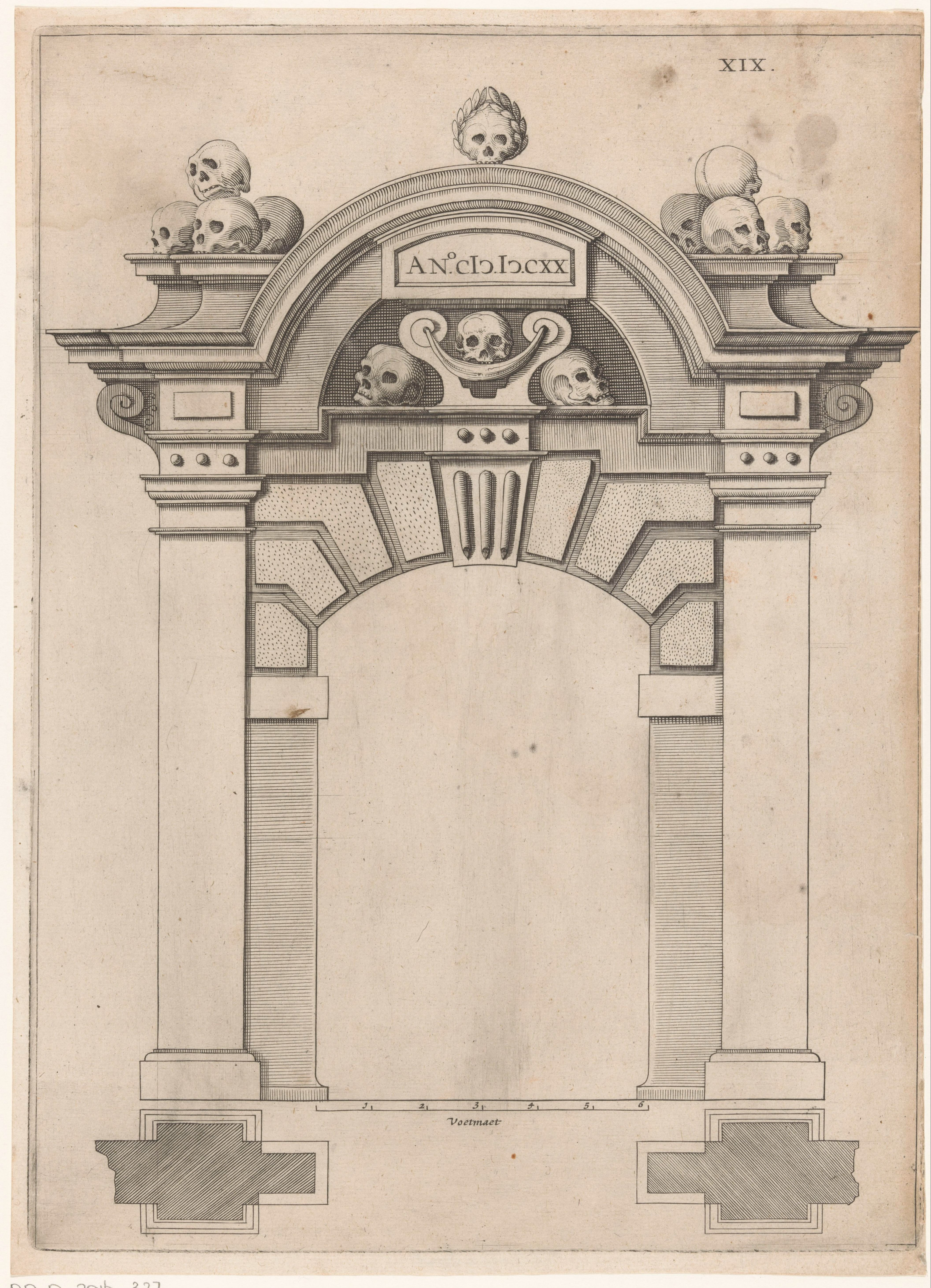
Портал кладбища церкви Вестеркерк
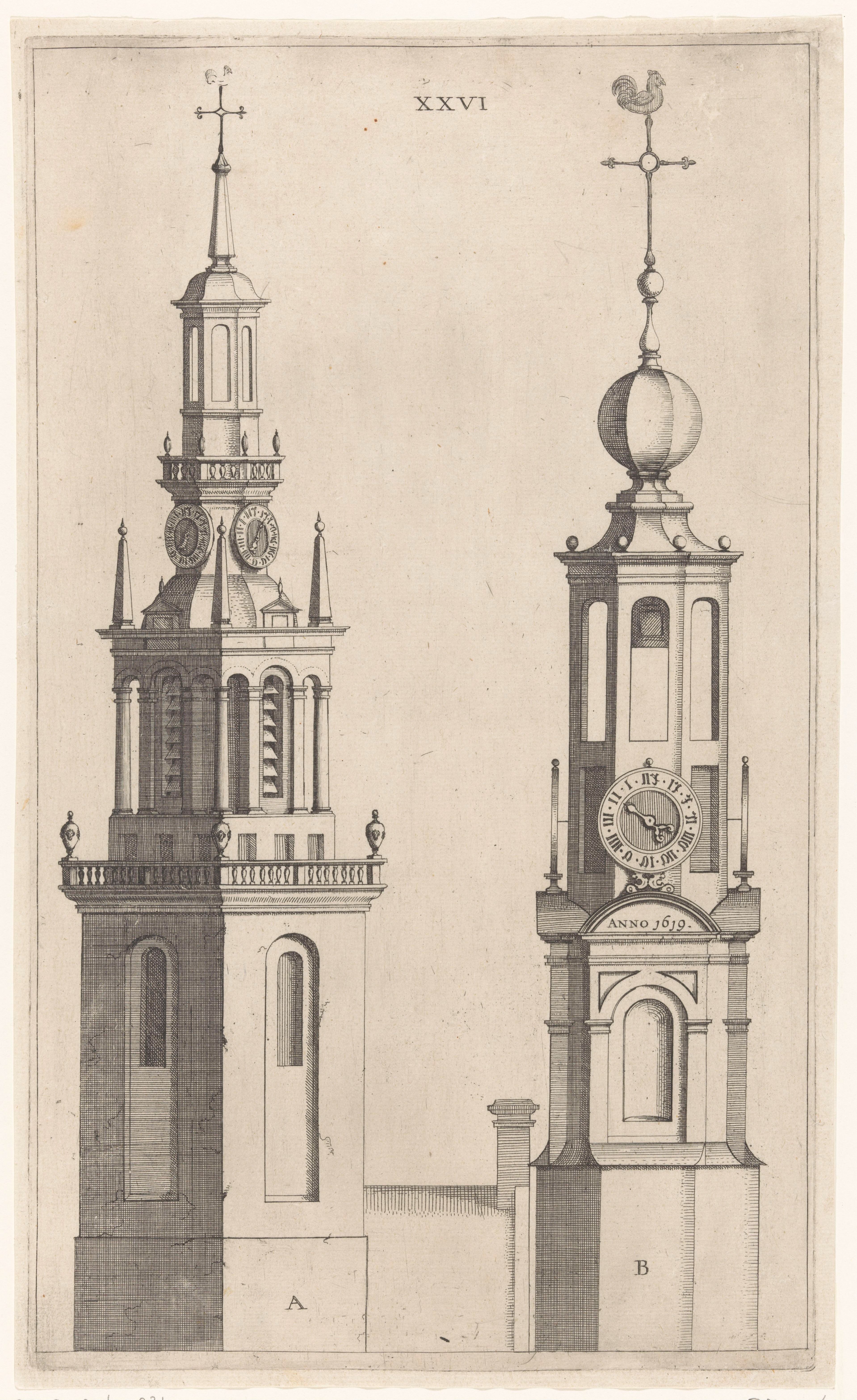
Две башни-колокольни
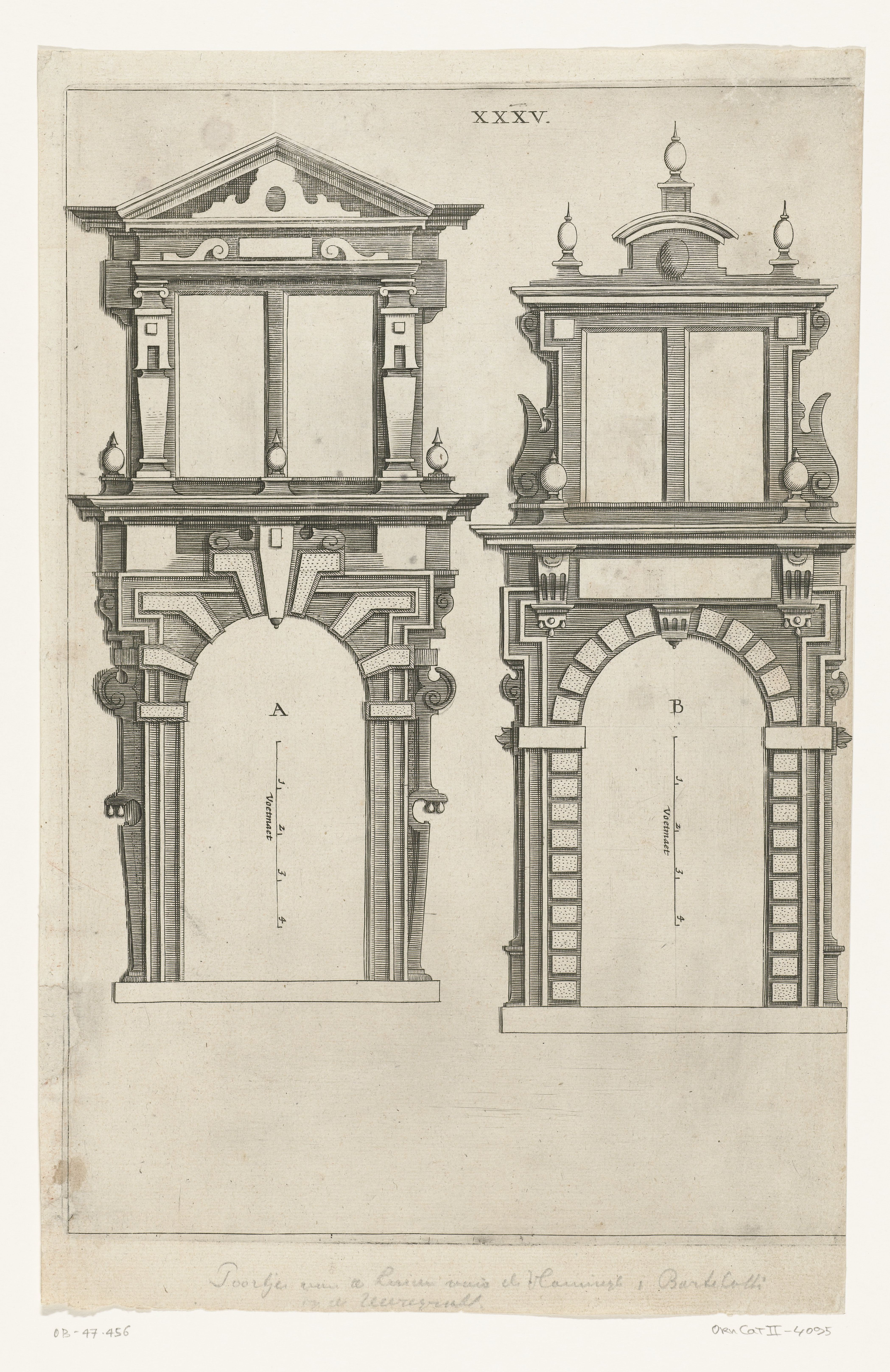
Двое ворот на Херенграхт в Амстердаме